# Fëanor
Fëanor J.R.R. Tolkien világának egyik szereplője. A szilmarilok című könyvben jelenik meg. Apja Finwë, a noldák első nagykirálya, anyja Míriel Serinde. Tünde-kovács, ő készítette a három szilmarilt és talán a palantírokat is.

## Születése, ifjúkora
Finwë volt a noldák nagykirálya. Ő vezette népét Amanba. Feleségül vette Mírielt, aki fiút szült neki. A fiút Curufinwënek hívták, de Míriel Fëanornak, a Tűz Szellemének nevezte. Ezután Míriel belefáradt az életbe, Lórien kertjeibe ment, ott lefeküdt, s a lelke elszállt Mandos Csarnokaiba.
Fëanor még ifjan feleségül vette Nerdanelt, aki egy Mahtan nevű kovács lánya volt.

## Gyermekei
Nerdanel hét fiút szült neki:
- Maedhros, aki, amikor hozzájutott egy szilmarilhoz, egy lávával teli lyukba vetette magát.
- Maglor, a dalnok. Miután hozzájutott egy szilmarilhoz, a tengerbe dobta.
- Celegorm, a vadász. Ő kapta meg Orome vadászkutyáját, Huant.
- Curufin, aki Celegormmal együtt fogságba vetette Lúthien Tinúvielt. Celebrimbor apja.
- Caranthir, a sötét.
- Amrod
- Amras

## Amanban
Fëanor kovács volt, és sok szép művet készített. Legszebb ezek közül a három szilmaril volt. Beléjük foglalta Yavanna két fájának fényét. Ő alkotta meg a Fëanor-betűket is. Valószínűleg a palantírok is az ő keze munkái. Karddal fenyegette Fingolfint Tirionban, Morgoth sugalmára, és ezért száműzték a noldák városából 12 évre. Formenosba költözött, és ott vele voltak a fiai és Finwë nagykirály is.

## A Szilmarilok ellopása és Fëanor esküje
Amikor elkövetkezett az Eru dicséretére rendezett ünnep, Melkor és Ungoliant elindultak Amanba.Ungoliant kiszívta a Két Fa nedvét, utána pedig Formenosba mentek. Formenos kapujában Melkor levágta Finwët, a Noldák Nagykirályát, majd mindent elvitt Formenosból és odalettek a szilmarilok is.
Amikor Fëanor megtudta, hogy Morgoth elvitte a szilmarilokat, fiaival együtt esküt tett Eru Ilúvatarra, hogy a világ végéig üldözni fog mindenkit, aki birtokol egy szilmarilt.

## A noldák futása
Akkor Fëanor Tirionban beszédet tartott a noldáknak, hogy menjenek el Amanból. És a noldák többsége hallgatott rá, bár Fingolfin, Finarfin és Turgon ellenezték, végül mégis elindultak. Útjuk során Mandos megátkozta őket, és akkor Finarfin visszafordult, de a többiek kitartottak. Fëanor Alqualondéba ment, és kérte Olwët, hogy bocsássa rendelkezésére a hajóit, ám az megtagadta, s akkor Fëanor és Olwë népe csatázni kezdett. Javában állt az Alqualondei Testvérmészárlás, amikor befutott Fingolfin és Finarfin fia Finrod, akik mikor látták, hogy csata van és az övéik hullanak, belevetették magukat a küzdelembe, és akkor Fëanor megkaparintotta a hajókat, és Fingolfint és Finrodot otthagyva elindult. Losgarnál szállt partra Nevrastban, és a hajókat elégette. Éjszaka Nevrast földjén Morgoth serege rajtuk ütött, de a noldák legyőzték őket.

## Fëanor halála
Akkor Fëanor gőgjében a sereg után eredt, Angband felé, de balrogok jöttek ellene Angbandból, és Gothmog, a balrogok ura halálos sebet ejtett Fëanoron, de akkor Maedhros és Fëanor többi fia visszakergette a balrogokat Angbandba. Ekkor apjuk testét Hithlum felé vitték, de az Ered Wethrin hágóin Fëanor érezte, hogy meg fog halni, ezért megálljt parancsolt a fiainak. Háromszor is megátkozta Morgothot és megparancsolta fiainak, hogy teljesítsék esküjüket. Azzal meghalt, de szelleme annyira tüzes volt, hogy halála után porrá égett.